# Linus Wirén
Linus Wirén, född 8 maj 1993, är en svensk friidrottare (långdistanslöpare) tävlande för Hälle IF. Han vann SM-guld på 100 km landsvägslöpning år 2018.

## Personliga rekord
| Utomhus - 1 500 meter – 4:10,53 (Göteborg, Sverige 7 juli 2012) - 10 000 meter – 31:21,93 (Helsingborg, Sverige 25 augusti 2017) - 10 km landsväg – 31:07 (Stockholm, Sverige 13 juni 2019) - Halvmaraton – 1:11:38 (Göteborg, Sverige 18 maj 2019) - Maraton – 2:42:55 (Göteborg, Sverige 13 oktober 2018) - 100 km landsväg – 7:09:48 (Helsingborg, Sverige 5 juli 2018) |

### Fotnoter
1. ↑  ”Tävlingsårsskiftesövergångar 15 november 2012”. friidrott.se. 24 oktober 2012. Arkiverad från originalet den 17 juni 2017. https://web.archive.org/web/20170617203727/http://www.friidrott.se/forbundsinfo/overgangar/arsskifte1213.aspx. Läst 10 september 2018.
2. ↑  ”Karensövergångar 2014”. friidrott.se. 6 oktober 2014. Arkiverad från originalet den 20 november 2016. https://web.archive.org/web/20161120212355/http://www.friidrott.se/forbundsinfo/overgangar/karens14.aspx. Läst 10 september 2018.
3. ↑  ”Karensövergångar 2018”. friidrott.se. 28 augusti 2018. Arkiverad från originalet den 10 september 2018. https://web.archive.org/web/20180910204007/http://www.friidrott.se/forbundsinfo/overgangar/karens18.aspx. Läst 10 september 2018.
4. ↑  ”SM 100 km landsväg 2017”. sok-knallen.se. http://sok-knallen.se/wp-content/uploads/2016/12/Resultat-SM-100-km-Bor%C3%A5s-2017.xls. Läst 25 augusti 2017.
5. ↑  ”SM 100 km 2018”. neptrontiming.se. https://neptrontiming.azurewebsites.net/#/sm100km2018/?sortOrder=Place&raceId=99&page=0&pageSize=25. Läst 5 september 2018.
6. ↑  ”UltraSM”. halleif.nu. http://www.halleif.nu/resultat/2019/20190706_ultrasm_resultat_klassindelad.pdf. Läst 25 augusti 2019.
7. ↑  ”Resultat: SM-VSM 100 km och 24 h samt VXO Ultrafest, Växjö 23‐24.4.22”. friidrottsstatistik.se. https://www.friidrottsstatistik.se/resultsswe.php?CID=13010073&Season=2022. Läst 5 augusti 2022.
8. ↑  ”Resultat: SM-VSM 100 km, Bro 13.5.23”. friidrottsstatistik.se. https://www.friidrottsstatistik.se/resultsswe.php?CID=13039317&Season=2023. Läst 7 september 2023.
9. 1 2 3 4 5 6  ”Personsida på European Athletics' webbplats” (på engelska). european-athletics.org. http://www.european-athletics.org/athletes/group=w/athlete=243838-wiren-linus/index.html/index.html. Läst 7 oktober 2019.
10. 1 2  ”Personsida på IAAF:s webbplats” (på engelska). iaaf.org. https://www.iaaf.org/athletes/sweden/linus-wiren-014590149. Läst 7 oktober 2019.